# Lawrence DeLucas
Lawrence James "Larry" DeLucas (Syracuse, 11 de julho de 1950) é um astronauta e bioquímico norte-americano.
Formado em Ciências, Bioquímica e Optometria pela Universidade do Alabama em Birmingham, desde sua entrada na NASA exerceu diversas funções em terra como cientista-chefe para a Estação Espacial Internacional desde 1989 e membro do Comitê do Conselho de Ciência da NASA para o Crescimento Avançado de Cristais de Proteínas, além de trabalhar simultaneamente como professor do Departamento de Optometria da Universidade do Alabama, exercendo diversos outros cargos de chefia e direção nesta universidade.
DeLucas foi ao espaço em 25 de junho de 1992 como especialista de missão da STS-50 Columbia, uma missão com o Spacelab, que durante quinze dias fez experiências em órbita utilizando o Microgravity Laboratory-1 (USML-1), com a tripulação e DeLucas conduzindo experimentos na área de processamento de materiais e dinâmica de fluidos.